# Мариам Арцруни
Мариам (груз. მარიამი) — грузинская царица и регент. Она была дочерью Сенекерима Арцруни из династии Арцрунидов, царя Васпуракана, и первой супругой грузинского царя Георгия I. Будучи вдовствующей царицей Грузии, она правила в качестве регента своего несовершеннолетнего сына Баграта IV с 1027 по 1037 год и была вовлечена в дипломатические отношения с Византийской империей.

## Биография
Мариам была замужем за Георгием I, правившем Грузией в 1014—1027 годах, как его первая жена, но, по-видимому, царь развёлся с ней, чтобы жениться на Альде, дочери царя Алании. Мариам вновь появилась на исторической сцене после смерти Георгия и восшествия на грузинский престол в 1027 году их сына Баграта IV. В период малолетства Баграта она делила своё регентство с вельможами, особенно с князьями Липаритом и Иванэ Абазасдзе. В 1031 или 1032 году Мариам посетила двор византийского императора Романа III Аргира в Константинополе от имени Баграта IV и вернулась домой с мирным договором, почётным титулом куропалата и византийской невестой Еленой (дочерью Василия, брата Романа III) для своего сына.
Мариам продолжала играть заметную роль в политике Грузии даже после того, как Баграт принял на себя всю полноту власти. Грузинские хроники говорят о том, что армяне были её подданными из-за её происхождения, возможно, речь в них идёт о трёхмесячном грузинском контроле над Ани, после которого город был окончательно аннексирован византийцами в 1045 году. Они также сообщают о разногласиях между Багратом и Мариам относительно будущего сводного брата царя Деметрия, который перешёл на сторону византийцев в 1033 году, передав им крепость Анакопию. Мариам выступала за примирение братьев и предприняла тщетную попытку вернуть мятежного Деметрия к верности Грузии. Во время вынужденного изгнания Баграта при византийском дворе в 1050-х годах Мариам сопровождала своего сына и провела с ним три года в Константинополе во время правления там Константина IX Мономаха.
Мариам была известна свои покровительством и вложениями в христианскую церковь и монастырские фонды. Она свободно владела несколькими языками, включая грузинский, греческий и армянский. Мариам поминается за пожертвования в Иверский монастырь (на Афоне) в его Синодиконе. Также известно о её общении с грузинским монахом и учёным Георгием Афонским, под влиянием которого Мариам в конце концов сама стала монахиней. Согласно «Житию Георгия Агиорита», после женитьбы своей внучки Марфы-Марии на Михаиле VII Дуке (1065) Мариам отправилась в Антиохию с намерением совершить дальнейшее паломничество в Иерусалим, неся с собой императорский орден для дукса и патриарха Антиохии. Там, однако, убедили царицу воздержаться от посещения удерживаемого сарацинами Иерусалима. Георгий Агиорит взял её деньги и раздал их беднякам и тамошним монастырям.
Смерть Мариам не упоминается в хрониках. Она присутствовала у смертного одра Баграта IV в 1072 году и, несомненно, не дожила до 1103 года, когда её упомянули в летописи грузинского церковного собора в Руиси-Урбниси.